# Exochus ablatus
Exochus ablatus là một loài tò vò trong họ Ichneumonidae.